# Tschechischer Meister (Fußball)
Der Tschechische Fußballmeister der Herren als auch der Frauen wird seit 1993 ausgespielt.

## Herren

### Titelträger
- 1993/94 Sparta Prag
- 1994/95 Sparta Prag
- 1995/96 Slavia Prag
- 1996/97 Sparta Prag
- 1997/98 Sparta Prag
- 1998/99 Sparta Prag
- 1999/2000 Sparta Prag
- 2000/01 Sparta Prag
- 2001/02 Slovan Liberec
- 2002/03 Sparta Prag
- 2003/04 Baník Ostrava
- 2004/05 Sparta Prag
- 2005/06 Slovan Liberec
- 2006/07 Sparta Prag
- 2007/08 Slavia Prag
- 2008/09 Slavia Prag
- 2009/10 Sparta Prag
- 2010/11 Viktoria Pilsen
- 2011/12 Slovan Liberec
- 2012/13 Viktoria Pilsen
- 2013/14 Sparta Prag
- 2014/15 Viktoria Pilsen
- 2015/16 Viktoria Pilsen
- 2016/17 Slavia Prag
- 2017/18 Viktoria Pilsen
- 2018/19 Slavia Prag
- 2019/20 Slavia Prag
- 2020/21 Slavia Prag
- 2021/22 Viktoria Pilsen
- 2022/23 Sparta Prag
- 2023/24 Sparta Prag

### Austragungsmodus
Für die erste Saison 1993/94 qualifizierten sich 10 Mannschaften aus der 1. Liga der Tschechoslowakei sowie die besten 6 Mannschaften aus der ČMFL, der 2. Liga Gruppe Böhmen und Mähren.
In der 1. Liga spielen 16 Mannschaften in einer Hin- und Rückrunde gegeneinander, so dass jede Mannschaft 15 Heim- sowie 15 Auswärtsspiele absolviert. Insgesamt werden 30 Spieltage mit je 8 Spielen ausgetragen. Meister ist die Mannschaft mit den meisten Punkten nach 30 Spielen, für einen Sieg gibt es drei, für ein Remis einen Punkt.

## Frauen
Der Sieger der I. liga žen ist tschechischer Meister. Bisher waren das nur Sparta und Slavia Prag.

### Titelträger
- 1994 Sparta Prag
- 1995 Sparta Prag
- 1996 Sparta Prag
- 1997 Sparta Prag
- 1998 Sparta Prag
- 1999 Sparta Prag
- 2000 Sparta Prag
- 2001 Sparta Prag
- 2002 Sparta Prag
- 2003 Slavia Prag
- 2004 Slavia Prag
- 2005 Sparta Prag
- 2006 Sparta Prag
- 2007 Sparta Prag
- 2008 Sparta Prag
- 2009 Sparta Prag
- 2010 Sparta Prag
- 2011 Slavia Prag
- 2012 Sparta Prag
- 2013 Sparta Prag
- 2014 Slavia Prag
- 2015 Slavia Prag
- 2016 Slavia Prag
- 2017 Slavia Prag
- 2018 Sparta Prag
- 2019 Sparta Prag
- 2020 Slavia Prag
- 2021 Sparta Prag
- 2022 Slavia Prag
- 2023 Slavia Prag